# 大坪山遗址
大坪山遗址，位于中国广东省河源市连平县大湖镇湖西村，为河源市连平县的一个县级文物保护单位，类型为古遗址，公布时间为1986年1月。
大坪山遗址的历史年代为春秋战国。